# Messe solennelle (Vierne)
La Messe solennelle (en español Misa solemne) es una pieza para coro y órgano escrita por el compositor francés Louis Vierne, la pieza esta en Do sostenido menor. Fue compuesta en 1899 originalmente para dos órganos y coro, la obra se publicó en 1901. La pieza fue adaptada a coro y un órgano por la dificultad de encontrar un sitio con dos órganos.

## Historia
En 1899, Louis Vierne compuso el texto latino de la misa ordinaria sin el Credo, lo que la convierte formalmente en una misa corta o missa brevis. Imaginó una misa para orquesta, pero Charles-Marie Widor, su maestro y organista en Saint-Sulpice en París, le aconsejó que empleara órganos, por razones prácticas. La misa se interpretó por primera vez en la Iglesia de Saint-Sulpice en 1901, en la festividad de la Inmaculada Concepción, el 8 de diciembre. La iglesia tiene un gran órgano en su parte trasera construido por François-Henri Clicquot que Aristide Cavaillé-Coll había reconstruido y mejorado en 1862. El órgano del coro, en el coro, fue construido por Cavaillé-Coll en 1858. Vierne planeó el efecto del sonido desde los extremos de la iglesia. En el estreno, Widor tocó el órgano principal, mientras que el compositor, que entonces era organista en el órgano de la Catedral de Notre Dame de París, tocó el órgano del coro.
La misa fue publicada por primera vez en 1900 por Pérégally & Fils en París, estaba dedicada a Théodore Dubois. Zsigmond Szathmáry hizo un arreglo para coro y un solo órgano, ya que el uso de dos órganos a menudo no es práctico. Otro arreglo para órgano simple fue realizado por Markus Frank Hollingshau y publicado por el Dr. J. Butz.

## Grabaciones
Las grabaciones de la obra incluyen una interpretación en 2009 a cargo del Coro de Oratorio de París en el lugar donde la obra fue estrenada. La grabación contó con Daniel Roth, organista de Saint-Sulpice, en el órgano principal, y Éric Lebrun, de la Iglesia de Saint-Antoine-des-Quinze-Vingts, en el órgano del coro. Los cantos litúrgicos fueron interpretados por el Coro Gregoriano de París. La grabación ha sido calificada como «un viaje en el tiempo musical y espiritual».